# زياد بفتح الزاي (اسم)
زياد بفتح الزاي هو اسم علم مذكر من أصل عربي، ومعناه هو صيغة المبالغة من زياد.

## وصلات خارجية
- موسوعة السلطان قابوس لأسماء العرب نسخة محفوظة 5 أبريل 2019 على موقع واي باك مشين.